# Christof Dipper
Christof Dipper (* 10. Januar 1943 in Stuttgart) ist ein deutscher Historiker, der sich neben der deutschen auch mit der italienischen neueren und neuesten Geschichte befasst.

## Wissenschaftliche Laufbahn
Im Jahr 1963 begann Christof Dipper sein Studium der Geschichte, Politischen Wissenschaften und Romanistik an der Ruprecht-Karls-Universität Heidelberg, das er 1968 mit dem ersten Staatsexamen abschloss. 1972 wurde er – ebenfalls in Heidelberg – bei Reinhart Koselleck promoviert. Dipper habilitierte sich 1980 an der Universität Trier, wo er zehn Jahre zuvor seine Tätigkeit als wissenschaftlicher Assistent aufgenommen hatte. Die Arbeit wurde von Wolfgang Schieder betreut. Darauf folgten verschiedene Lehrstuhlvertretungen, so z. B. von Eberhard Jäckel an der Universität Stuttgart und von Wolfgang J. Mommsen an der Heinrich-Heine-Universität Düsseldorf.
1987 wurde er dann auf eine Fiebiger-Professur für Neuere und Neueste sowie Wirtschaftsgeschichte an der Universität Trier berufen. Von dort wechselte er 1990 an die Technische Hochschule Darmstadt. Von 1993 bis 1995 war er dort Prodekan, in den folgenden zwei Jahren bekleidete er das Amt des Dekans. Von 1999 bis 2007 war er Mitglied des Senats. 2008 wurde er emeritiert. Im Kollegjahr 1998/1999 war Dipper Forschungsstipendiat am Historischen Kolleg in München.
Dipper hielt sich im Jahr 2000 als Gastprofessor an der Hebräischen Universität Jerusalem auf.
Von 2009 bis 2015 war er wissenschaftlicher Leiter des Projekts „TH Darmstadt und Nationalsozialismus“, das die Geschichte der TH Darmstadt von 1933 bis 1960 umfangreich aufgearbeitet hat.

## Ehrungen
- 21. Dezember 2023: Verleihung der Erasmus-Kittler-Medaille der TU Darmstadt.

## Mitgliedschaften
- 1996–2004: Mitglied des Beirates des Deutschen Historischen Institutes in Rom, 1998 als stellvertretender Vorsitzender und 2004 als Vorsitzender
- 2000–2009: Leitung der Arbeitsgemeinschaft für die Neueste Geschichte Italiens[2]
- seit 2012: Mitglied im Comitato di referenti internazionali der Società italiana per la storia contemporanea dell’area di lingua tedesca (Italienische Gesellschaft für Zeitgeschichte des deutschsprachigen Gebietes), Rom
- 2003–2007: Sprecher der Professorengruppe Demokratisches Forum

## Schriften (Auswahl)
Bücher
- Politischer Reformismus und begrifflicher Wandel. Eine Untersuchung des historisch-politischen Wortschatzes der Mailänder Aufklärung (1764–1796) (= Bibliothek des Deutschen Historischen Instituts in Rom. Bd. 47). Niemeyer, Tübingen 1976, ISBN 3-484-80070-4 (Zugleich: Heidelberg, Universität, Dissertation, 1972).
- Die Bauernbefreiung in Deutschland. 1790–1850 (= Urban-Taschenbücher. Bd. 298). Kohlhammer, Stuttgart u. a. 1980, ISBN 3-17-005223-3.
- Deutsche Geschichte 1648–1789 (= Edition Suhrkamp. Bd. 1253 = NF Bd. 253, Neue historische Bibliothek). Suhrkamp, Frankfurt am Main 1991, ISBN 3-518-11253-8.
- (Hrsg.): Deutschland und Italien, 1860–1960. Politische und kulturelle Aspekte im Vergleich (= Schriften des Historischen Kollegs. Kolloquien, Bd. 52). München 2005, ISBN 978-3-486-20015-7 (Digitalisat).
- mit Lutz Raphael (Hrsg.): Space, Borders, Maps (= Journal of Modern European History. Bd. 9, H. 1, ISSN 1611-8944). Beck, München 2011, doi:10.17104/1611-8944_2011_1.
- Ferne Nachbarn. Vergleichende Studien zu Deutschland und Italien in der Moderne. Böhlau Verlag, Köln, Weimar, Wien 2017 (= Italien in der Moderne, Bd. 23), ISBN 978-3-412-50787-9 (Rezension von Amerigo Caruso auf sehepunkte).
- Die Entdeckung der Gesellschaft. Sattelzeit in Europa, 1770–1850. Vergangenheitsverlag, Berlin 2023, ISBN 978-3-86408-311-2.

Aufsätze
- Zwischen „Historikerstreit“ und der Debatte über „Nationalsozialismus und die Modernisierung“. In: Gertraud Diendorfer, Gerhard Jagschitz, Oliver Rathkolb (Hrsg.): Zeitgeschichte im Wandel. 3. Österreichische Zeitgeschichtetage 1997. Studien-Verlag, Innsbruck u. a. 1998, ISBN 3-7065-1226-2, S. 110–121.
- Warum werden deutsche Historiker nicht gelesen? In: Johannes Heil, Rainer Erb (Hrsg.): Geschichtswissenschaft und Öffentlichkeit. Der Streit um Daniel J. Goldhagen (= Fischer. Bd. 14065). Fischer-Taschenbuch-Verlag, Frankfurt am Main 1998, ISBN 3-596-14065-X, S. 93–109.
- Begriffsgeschichte, Sozialgeschichte, begriffene Geschichte. Reinhart Koselleck im Gespräch mit Christof Dipper. In: Neue Politische Literatur. Bd. 43, 1998, S. 187–205 (Digitalisat (PDF; 1000,66 kB)).
- Helden überkreuz oder das Kreuz mit den Helden. Wie Deutsche und Italiener die Heroen der nationalen Einigung (der anderen) wahrnahmen. In: Jahrbuch des Historischen Kollegs 1999, S. 91–130 (Digitalisat).
- Dispotismo e costituzione. Due concetti di libertà nell'illuminismo milanese. In: Aldo de Maddalena, Ettore Rotelli, Gennaro Barbarisi (Hrsg.): Economia, istituzioni, cultura in Lombardia nell'età di Maria Teresa. Band 2: Cultura e società. Società editrice Il Mulino, Bologna 1982, S. 863–901 (Überarbeitete deutsche Ausgabe: Despotie und Verfassung. Zwei Freiheitskonzepte der Mailänder Aufklärung. In: Helmut C. Jacobs, Gisela Schlüter (Hrsg.): Beiträge zur Begriffsgeschichte der italienischen Aufklärung im europäischen Kontext (= Europäische Aufklärung in Literatur und Sprache. Bd. 12). Lang, Frankfurt am Main u. a. 2000, ISBN 3-631-36435-0, S. 23–58).
- Keine Neigung, die „Väter in die Pfanne zu hauen“. Der Jahrgang 1943 im Feld der deutschen Historiker. In: Christoph Cornelißen (Hrsg.): Geschichtswissenschaft im Geist der Demokratie. Wolfgang J. Mommsen und seine Generation. Akademie-Verlag, Berlin 2010, ISBN 978-3-05-004932-8, S. 277–292.
- Faschismus und Moderne. Gesellschaftspolitik in Italien und Deutschland. In: Lutz Klinkhammer, Amedeo Osti Guerazzi, Thomas Schlemmer (Hrsg.): Die „Achse“ im Krieg. Politik, Ideologie und Kriegführung. 1939–1945 (= Krieg in der Geschichte. Bd. 64). Schöningh, Paderborn u. a. 2010, ISBN 978-3-506-76547-5, S. 49–79.
- Moderne. Version: 1.0. In: Docupedia-Zeitgeschichte. 25. August 2010.